# CLAMP學園偵探團
《CLAMP學園偵探團》（日語：CLAMP学園探偵団）是一部由CLAMP所創作的日本少女漫畫。大部份名稱譯為「CLAMP學園偵探團」，中國及台灣亦有少部份文章譯作「學園偵探團」、「學園偵探團CLAMP」或「學院偵探團」。香港的Animax同時亦使用原名「CLAMP學園探偵團」。其後被改編成26集動畫版，於日本、台灣、香港以及東南亞等地播映。台灣代理商國際影業授權新潮社有限公司於1997年發行中文字幕版（日语发音，中文字幕），分為VHS與VCD版本。

## 故事簡介
CLAMP學園是由妹之山財團所投資設立如城市般的學園。妹之山財團理事長最年幼的兒子妹之山殘為小學部學生會會長，他為了守護全世界的女性以及幫助同學解決他們的煩惱，而帶領著小學部學生會內優秀的少年幹部：鷹川蘇芳和伊集院玲，成立了「CLAMP學園偵探團」。
《CLAMP學園偵探團》是一部解決學園內糾紛的喜劇作品。
動畫版
CLAMP學園偵探團屬於偵探動畫，值得注意的是此作並沒有一幕是描述殺人的情節。1997年於日本東京電視台放映，並由Studio Pierrot共同製作。

## 登場角色
妹之山殘（聲：岡村明美，台灣：賀世芳）
6月16日出生。雙子座。A型。妹之山財閥的幼子。
CLAMP學園初等部學生會會長，六年級生，外型俊美、頭腦聰明，是位天才，CLAMP財團的電子工學部門是由殘所領導運作的，連NASA都想邀請他，隨身帶著一把摺扇，但不擅長運動。平時為批閱學生會堆積如山的文件所困擾。男女平等主義者的他，一旦遇到女性的事，便會發揮出比超能力更厲害的力量。
鷹村蘇芳（聲：新山志保，台灣：鄭仁君）
3月31日出生。牡羊座。A型。是忍者後裔鷹村家長男。在初等部2年級轉入，故事發展時為5年級。
CLAMP學園初等部學生會書記，成績是初等部5年級之首，弓道、合氣道、空手道皆3段，文武皆備，個性冷靜認真，時常督促殘完成學生會的工作。但不善表達自己的感情。許多政治家和有勢力的人處心積慮要延攬鷹村家的人做保鏢，但鷹村家是可以自己選定要保護的人，而蘇芳選擇的人是殘。不喜歡吃甜食，但對玲所做的蛋糕例外。在藤園一見，喜歡梓夜風砂，是唯一能讓鷹村蘇芳展現溫柔體貼一面的女性。
伊集院玲（聲：南央美，台灣：龍顯蕙）
12月24日出生。魔羯座，擁有另一個身份─怪盜千面人。初等部3年級轉入，故事發展時為4年級。
CLAMP學園初等部學生會會計，成績是初等部4年級之首，廚藝一流，在大學部開有烹飪課程，也負責製作學生會的甜點。運動方面也是一等一的高手，個性單純，勇獲新好男人大獎，奪得幼兒部學生會會長大川詠心的芳心。
大川詠心（聲：宮村優子，台灣：林凱羚）
幼兒部學生會會長，喜歡伊集院玲，約定每個星期五都會來找詠心喝茶聊天。有一個大她一個學年（初等部1年）姊姊誠心（まこ）。未來的夢想是想有個可愛的家、可愛的小狗和可愛的丈夫。
梓夜風砂（聲：池澤春菜，台灣：龍顯蕙）
父親為雅樂能手，母親為日本舞踊名人，擁有父母親雙方能力，且在之上，為幼兒部學生。對鷹村蘇芳一見鍾情。
理事長（配音員：池田昌子）
CLAMP學園的理事長，與殘有親戚關係。
雄大寺挑（聲：石田彰）
動畫原創角色。是雄大寺財閥的繼承人，一開始誤會殘奪走媽媽的笑容而憎恨著殘(其實是他記不住媽媽的笑容了)，甚至做出一連串的報復行為，一直到最後才知道，原來照片中的媽媽是對著自己笑的，也跟殘和好，理事長為了他的未來，對外公開這一切都是電腦故障緣故。之後，決定為了最愛的鋼琴要出國留學，其父親對這件事非常生氣，但本人決定自己選擇要走的未來。

## 出版書籍
| 冊數 | 角川書店      | 角川書店               | 台灣東販      | 台灣東販           |
| 冊數 | 發售日期      | ISBN                   | 發售日期      | ISBN               |
| ---- | ------------- | ---------------------- | ------------- | ------------------ |
| 1    | 1992年4月28日 | ISBN 978-4-04-852337-0 | 1994年1月25日 | ISBN 957-64-3079-8 |
| 2    | 1993年4月1日  | ISBN 978-4-04-852397-4 | 1994年6月10日 | ISBN 957-64-3080-1 |
| 3    | 1993年12月1日 | ISBN 978-4-04-852398-1 | 1994年6月10日 | ISBN 957-64-3081-X |

| 冊數 | 角川書店      | 角川書店               |
| 冊數 | 發售日期      | ISBN                   |
| ---- | ------------- | ---------------------- |
| 1    | 1997年4月24日 | ISBN 978-4-04-924664-3 |
| 2    | 1997年4月24日 | ISBN 978-4-04-924665-0 |
| 3    | 1997年4月24日 | ISBN 978-4-04-924666-7 |

| 冊數 | 角川書店      | 角川書店               | 台灣角川      | 台灣角川           |
| 冊數 | 發售日期      | ISBN                   | 發售日期      | ISBN               |
| ---- | ------------- | ---------------------- | ------------- | ------------------ |
| 1    | 2012年5月30日 | ISBN 978-4-04-120230-2 | 2023年9月14日 | ISBN 9786263528352 |
| 2    | 2012年8月1日  | ISBN 978-4-04-120310-1 | 2023年9月14日 | ISBN 9786263528369 |

## 電視動畫
『怪盜千面人』的小故事，『學園特警』『不思議國的美幸』等角色都有登場。

### 製作人員
- 原作 - CLAMP（角川書店刊）
- 監督 - 鍋島修
- 系列構成 - 関島眞頼、網谷正治
- 角色設定 - 田中比呂人
- 輔助角色設計 - 北山真理
- 美術監督 - 池田祐二
- 色彩設定 -
- 撮影監督 - 沖野雅英
- 音樂 - 片倉三起也（ALI PROJECT）
- 音響監督 - 藤山房伸
- 製作人 - 小林數子→野口彰、池口和彥→桑園裕子、萩野賢
- 製作 - 東京電視台、萬代影視、Studio Pierrot

### 主題曲
片頭曲
作詞 - 寶野亞莉華 / 作曲・編曲 - 片倉三起也 / 歌・演奏 - ALI PROJECT
片尾曲（1話〜19話）
作詞 - NORIKO / 作曲 - TERU / 編曲・歌・演奏 - Marble Berry
片尾曲「Gift」（20話〜26話）
作詞 - 岩里祐穗 / 作曲・編曲 - 菅野洋子 / 歌 - 坂本真綾

### 各話列表
| 話數    | 日文標題 | 中文標題                               | 腳本       | 分鏡       | 演出       | 作畫監督          | 播放日期      |
| ------- | -------- | -------------------------------------- | ---------- | ---------- | ---------- | ----------------- | ------------- |
| FILE-1  |          | 誕生!CLAMP學園偵探團                   | 網谷正治   | 鍋島修     | 鍋島修     | 菅野宏紀          | 1997年 5月3日 |
| FILE-2  |          | 偵探                                   | 久保田雅史 | 上村修     | 飯島正勝   | 遠藤裕一          | 5月10日       |
| FILE-3  |          | My Fair Lady                           | 荒川稔久   | 林有紀     | 林有紀     | 本橋秀之          | 5月17日       |
| FILE-4  |          | 料理長大人請小心                       | 荒川稔久   | 上村修     | 山口宏     | 八凪哲            | 5月24日       |
| FILE-5  |          | 勝利大逃亡 前篇                        | 隅沢克之   | 飯島正勝   | 飯島正勝   | 遠藤裕一          | 5月31日       |
| FILE-6  |          | 勝利大逃亡 後篇                        | 隅沢克之   | 鍋島修     | 鍋島修     | 菅野宏紀          | 6月7日        |
| FILE-7  |          | 等待黑暗                               | 久保田雅史 | 山口宏     | 山口宏     | 窪詔之            | 6月14日       |
| FILE-8  |          | 舞會的手帳                             | 荒木憲一   | 上村修     | 吉本毅     | 八凪哲            | 6月21日       |
| FILE-9  |          | 妳心印我心                             | 荒川稔久   | 飯島正勝   | 飯島正勝   | 木下裕孝          | 6月28日       |
| FILE-10 |          | 棒球決鬥                               | 網谷正治   | 上田茂     | 山口宏     | 中田雅夫 北野幸広 | 7月5日        |
| FILE-11 |          | 華麗的盜賊 前篇                        | 荒木憲一   | 神谷純     | 鍋島修     | 窪詔之            | 7月12日       |
| FILE-12 |          | 華麗的盜賊 後篇                        | 荒木憲一   | 鍋島修     | 鍋島修     | 菅野宏紀          | 7月19日       |
| FILE-13 |          | 娛樂                                   | 久保田雅史 | 林有紀     | 林有紀     | 本橋秀之          | 7月26日       |
| FILE-14 |          | 大脫逃                                 | 網谷正治   | 飯島正勝   | 飯島正勝   | 木下裕孝          | 8月2日        |
| FILE-15 |          | Once Upon a Time in China （中國故事） | 久保田雅史 | 吉本毅     | 吉本毅     | 石倉敬一          | 8月9日        |
| FILE-16 |          | 永遠的寶藏                             | 荒川稔久   | 島崎奈奈子 | 島崎奈奈子 | 中田雅夫          | 8月16日       |
| FILE-17 |          | 妙女郎                                 | 吉村元希   | 神谷純     | 上村修     | 窪詔之            | 8月23日       |
| FILE-18 |          | 心之旅程                               | 荒木憲一   | 林有紀     | 林有紀     | 本橋秀之          | 8月30日       |
| FILE-19 |          | 某天某地                               | 網谷正治   | 神谷純     | 飯島正勝   | 中田雅夫          | 9月6日        |
| FILE-20 |          | 華麗的賭局                             | 荒川稔久   | 鍋島修     | 鍋島修     | 菅野宏紀          | 9月13日       |
| FILE-21 |          | 巨大的幻影                             | 隅沢克之   | 西澤晋     | 吉本毅     | 高橋行男          | 9月20日       |
| FILE-22 |          | 不能原諒的人                           | 久保田雅史 | 島崎奈奈子 | 矢野篤     | 窪詔之            | 9月27日       |
| FILE-23 |          | 偽裝                                   | 荒川稔久   | 西澤晋     | 上村修     | 中田雅夫          | 10月4日       |
| FILE-24 |          | 二重奏                                 | 荒木憲一   | 林有紀     | 林有紀     | 本橋秀之          | 10月11日      |
| FILE-25 |          | 地下鐵驚魂                             | 久保田雅史 | 西澤晋     | 島崎奈奈子 | 窪詔之            | 10月18日      |
| FILE-26 |          | 真心獻給你                             | 網谷正治   | 鍋島修     | 鍋島修     | 菅野宏紀          | 10月25日      |

## 相關書籍
- CLAMP学園公式指南書 （角川書店　1997年）
- CD mini文庫 （1997年）

## 外部連結
- Pierrot官方網站（日語）